# Mas de Pinyol
El Mas de Pinyol és una masia del municipi de Freginals (Montsià) inclosa en l'Inventari del Patrimoni Arquitectònic de Catalunya.

## Descripció
És un conjunt d'estructures aïllades, edificis centrals d'habitació amb estructures annexes. Edifici de planta baixa amb porta central i primer pis amb finestres quadrades. Hi ha una bassa de secció circular al costat de la casa. El perímetre de la finca està rodejat per un mur de maçoneria emblanquinat amb portal de ferro.

## Història
Sembla que fou el lloc on avui s'aixeca la masia que al segle xviii hi hagué una temptativa per fundar-hi una nova població. Fou Josep White i Vaquert, noble irlandès, el qui el 31 de març de 1778 sol·licità permís regi per erigir un nou poble en una heretat de la seva propietat als confins dels termes generals d'una gran propietat, que no prosperà.
El 1860 el mas estava permanentment habitat. Hom creu que fou la casa on va descansar el General Ortega i on el dia 3 d'abril, se li va dir que la tropa no seguiria la insurrecció.